# Кораті
Кораті (груз. ყორათი) — село в Грузії.
За даними перепису населення 2014 року в селі проживає 190 особи.